# 741 Botolphia
741 Botolphia è un asteroide della fascia principale del diametro medio di circa 29,64 km. Scoperto nel 1913, presenta un'orbita caratterizzata da un semiasse maggiore pari a 2,7200060 UA e da un'eccentricità di 0,0672250, inclinata di 8,42559° rispetto all'eclittica.
Il suo nome fa riferimento a San Botolph, che nel 654 fondò un monastero in quella che sarebbe poi diventata la città di Boston.